# Leucophasma
Leucophasma är ett släkte av fjärilar. Leucophasma ingår i familjen äkta malar.
Kladogram enligt Catalogue of Life:
| Leucophasma | \| \| Leucophasma carmodiella \| \| \| \| \| \| Leucophasma phantasmella \| \| \| \| |
|             | \| \| Leucophasma carmodiella \| \| \| \| \| \| Leucophasma phantasmella \| \| \| \| |
|             | Leucophasma carmodiella                                                              |
|             |                                                                                      |
|             | Leucophasma phantasmella                                                             |
|             |                                                                                      |